# Pío Cabanillas
Pío Cabanillas Gallas (ur. 13 listopada 1923 w Pontevedrze, zm. 10 października 1991 w Madrycie) – hiszpański polityk i prawnik, minister, parlamentarzysta krajowy, poseł do Parlamentu Europejskiego II i III kadencji.

## Życiorys
Absolwent prawa na Universidad de Granada, doktoryzował się następnie na Universidad de Madrid. Praktykował jako notariusz, był też członkiem rady dyrektorów banku Banco Occidental. Na początku lat 60. zasiadł w Cortes Españolas, frankistowskim parlamencie. W latach 1962–1969 pełnił funkcję sekretarza stanu w ministerstwie informacji i turystyki, którym kierował Manuel Fraga Iribarne. Później był sekretarzem Consejo del Reino, głównego państwowego organu doradczego.
W styczniu 1974 objął urząd ministra informacji i turystyki, podjął działania na rzecz liberalizacji dostępu do informacji. Spotkało się to ze sprzeciwem generała Francisca Franco, który nakazał zdymisjonowanie ministra, do czego doszło w październiku 1974. Po przemianach politycznych w 1976 założył Partido Popular, z którą rok później dołączył do Unii Demokratycznego Centrum. Również w 1977 został członkiem konstytuanty, następnie od 1979 do 1986 wchodził w skład Kongresu Deputowanych I i II kadencji. W kolejnych rządach pełnił funkcję ministra kultury (1977–1979), ministra do spraw prezydencji (1981) i ministra sprawiedliwości (1981–1982).
Po rozpadzie UCD był wiceprzewodniczącym Partii Liberalnej. Dołączył z tym ugrupowaniem do Partii Ludowej. Po akcesji Hiszpanii do Wspólnot Europejskich w 1986 objął mandat posła do Europarlamentu II kadencji. Utrzymał go w wyborach powszechnych w 1987 i 1989. Pracował m.in. w Komisji ds. Kwestii Prawnych i Praw Obywatelskich. Zmarł w trakcie III kadencji PE.
Był ojcem Pío Cabanillasa Alonso. Odznaczony m.in. Krzyżem Wielkim Orderu Karola III, Krzyżem Wielkim Orderu Izabeli Katolickiej i Krzyżem Wielkim Orderu Leopolda II.